# Dellagiustait
Das Mineral Dellagiustait ist ein sehr selten vorkommendes Oxid aus der Spinell-Supergruppe mit der Endgliedzusammensetzung V2+Al2O4. Es kristallisiert im kubischen Kristallsystem und entwickelt schwarze, oktaedrische Kristalle von unter einem Millimeter Größe.

## Etymologie und Geschichte
Synthetische Aluminium-Vanadium-Spinelle (Al(V2+V3+)O4) wurden seit Beginn des 21. Jahrhunderts wegen ihrer magnetischen Eigenschaften untersucht.
Das erste natürliche Vorkommen von Dellagiustait mit sehr ähnlicher Zusammensetzung beschrieb die Arbeitsgruppe um Fernando Cámara 2017 in extrem reduzierten Paragenesen der Sierra de Comechingones in der Provinz San Luis, Argentinien. Die Autoren benannten den neuen Spinell nach Professor Antonio Della Giusta von der Universität Padua, einem Spezialisten der Kristallchemie und Ordnungs-Unordnungs-Phänomenen von Spinellen.

## Klassifikation
Die strukturelle Klassifikation der International Mineralogical Association (IMA) zählt den Dellagiustait zur Spinell-Supergruppe, wo er zusammen mit Chromit, Cochromit, Coulsonit, Cuprospinell, Deltalumit, Franklinit, Gahnit, Galaxit, Guit, Hausmannit, Hercynit, Hetaerolith, Jakobsit, Maghemit, Magnesiochromit, Magnesiocoulsonit, Magnesioferrit, Magnetit, Manganochromit, Spinell, Thermaerogenit, Titanomaghemit, Trevorit, Vuorelainenit und Zincochromit die Spinell-Untergruppe innerhalb der Oxispinelle bildet. Ebenfalls in diese Gruppe gehören die nach 2018 beschriebenen Oxispinelle Chihmingit und Chukochenit sowie der Nichromit, dessen Name von der CNMNC der IMA noch nicht anerkannt worden ist.
Da der Dellagiustait erst 2017 als eigenständiges Mineral anerkannt und dies erst 2019 publiziert wurde, ist er weder in der zuletzt 2009 aktualisierten 9. Auflage der Mineralsystematik nach Strunz noch in der zuletzt 2018 überarbeiteten Lapis-Systematik nach Stefan Weiß, die formal auf der alten Systematik von Karl Hugo Strunz in der 8. Auflage basiert, verzeichnet. Auch die vorwiegend im englischen Sprachraum gebräuchliche Systematik der Minerale nach Dana kennt den Dellagiustait noch nicht.
Die von der Mineraldatenbank „Mindat.org“ weitergeführte Strunz-Klassifikation (auch Strunz-mindat (2024)), die sich formal nach dessen 9. Auflage richtet, ordnet den Dellagiustait in die Klasse der „Oxide und Hydroxide“ und dort in die Abteilung „Metall : Sauerstoff = 3 : 4 und vergleichbare“ (englisch Metal : Oxygen = 3 : 4 and similar) ein. Diese ist weiter unterteilt nach der relativen Größe der beteiligten Kationen und Dellagiustait ist entsprechend seiner Zusammensetzung in die Unterabteilung „Mit ausschließlich mittelgroßen Kationen“ (englisch With only medium-sized cations) mit der Systemnummer 4.BB. eingeordnet (vergleiche dazu die gleichnamige Unterabteilung in der Klassifikation nach Strunz (9. Auflage)). Eine weitergehende Einordnung in eine bestimmte Mineralgruppe gibt es bisher nicht (Stand 2024).

## Chemismus
Reiner Dellagiustait hat die Endgliedzusammensetzung V2+Al2O4. Der Vanadium-Aluminium-Spinell aus der Typlokalität ist ein inverser Spinell mit der empirische Zusammensetzung (Koordinationszahl der Gitterposition in eckigen Klammern):
- [4]Al3+[6](V2+0,91Mg2+0,08Mn2+0,01V3+0,88Al3+0,09Ti3+0,03)O4

Dies entspricht einem Mischkristall von fast gleichen Teilen Dellagiustait mit dem hypothetischen Vanadium-Analog des Magnetits (V2+V3+2O4, Vanadium-Coulsonit) entsprechend der Austauschreaktion
- [6]Al3+ = [6]V3+ (Vanadium-Coulsonit)

Weiterhin bildet Dellagiustait Mischkristalle mit Spinell:
- [4/6]V2+ = [4/6]Mg2+ (Spinell)

## Kristallstruktur
Natürlicher Dellagiustait kristallisiert in der kubischen Raumgruppe Fd3m (Raumgruppen-Nr. 227) mit den Gitterparameter a = 8,1950(1) Å sowie 8 Formeleinheiten pro Elementarzelle. In diesem inversen Spinell ist die Tetraederposition vollständig mit Aluminium (Al3+) besetzt und die Oktaederposition ist gemischt besetzt mit Vanadium (V2+) und Aluminium.
Das synthetische Äquivalent mit der nahezu identischen Zusammensetzung Al3+(V2+V3+)O4 ist bei Raumtemperatur rhomboedrisch und macht bei 427 °C eine Phasenumwandlung zur kubischen Struktur. Ursache der niedrigeren Symmetrie bei kleineren Temperaturen ist eine Ordnung der unterschiedlich geladenen Vanadiumionen auf den Oktaederpositionen.

## Bildung und Fundorte
Dellagiustait ist ein extrem seltenes Mineral und weltweit nur an 2 Fundorten beschrieben worden.
In der Typlokalität, der Sierra de Comechingones in der Provinz San Luis, Argentinien, tritt Dellagiustait zusammen mit Vanadium-reichen Hibonit, Grossit, metallischen Vanadium, oft ummantelt von Dellagiustait, einem noch unbekannten Mineral der Zusammensetzung Ca2Al3O6F, Gehlenit und Aluminium-reichen Perowskit auf. Diese Paragenese weist auf extrem reduzierende (sauerstoffarme) Bildungsbedingungen hin und Temperaturen um 1000 °C. Alle bis dahin bekannten Gesteine der Sierra de Comechingones weisen deutlich niedrigere Bildungstemperaturen auf. Der geologische Kontext dieser Paragenese ist nicht bekannt, da die Proben von einem Händler erworben wurden.
Das einzige weitere bekannte Vorkommen von Dellagiustait ist das Karmel (Gebirge) im Bezirk Haifa, Israel. Die Dellagiustait-führenden Gesteine ähneln denen aus der Typlokalität stark. Dellagiustait tritt hier zusammen mit Hibonit, Grossit, Krotit, Vanadium und einer Vanadium-Aluminium-Legierung auf.